# Goffredo Matassi
Goffredo Matassi (Roma, 8 novembre 1933 – Roma, 28 aprile 2020) è stato un doppiatore e attore italiano.

## Biografia
È stato la voce italiana del personaggio di Bluto nei cortometraggi della serie Braccio di Ferro doppiati per conto della Rai negli anni novanta.
Ha lavorato anche come attore, debuttando in teatro all'età di 12 anni, nonché come direttore di produzione e assistente alla regia.
È deceduto a Roma il 28 aprile 2020, all'età di 86 anni.

## Filmografia
- I due gladiatori, regia di Mario Caiano (1964)
- Una spada per l'impero, regia di Sergio Grieco (1964)
- Agente 077 dall'Oriente con furore, regia di Sergio Grieco (1965)
- Un fiume di dollari, regia di Carlo Lizzani (1966)
- Requiescant, regia di Carlo Lizzani (1967)
- L'età di Cosimo de' Medici, regia di Roberto Rossellini – miniserie TV (1972)
- La freccia nera, regia di Fabrizio Costa – miniserie TV (2006)

## Doppiaggio

### Cinema
- David Bradley in Harry Potter e il prigioniero di Azkaban, Harry Potter e il principe mezzosangue e Harry Potter e i Doni della Morte - Parte 2
- Morgan Freeman ne Gli spietati
- John Astin in Maestro dell'anno - School of Life
- M. Emmet Walsh in Sotto controllo
- Bill Cobbs in Fatal Instinct - Prossima apertura
- Donnelly Rhodes in Tron: Legacy
- Allan Rich in The Alibi
- Jack Klugman in Pazzo pranzo di famiglia
- George Murdock in Orange County
- Mel Cobb in Sinistre ossessioni
- Michael Feast in Velvet Goldmine
- Lee Weaver in 40 anni vergine
- Paul Brooke ne Il diario di Bridget Jones
- John Ingle in Hostage
- Jeremiah Ndlovu in Ghost Son
- Alberto Laiseca ne L'artista
- Suliman Karim Mohamad in Bekas
- Joseph Rigano in Ghost Dog - Il codice del samurai
- James Hong ne L'arte della guerra
- Virgilio Germán Roig in Walt & El Grupo - Walt Disney in Sudamerica
- Oliver Maguire ne Le ceneri di Angela
- William Johnson ne Il Signore degli Anelli - La Compagnia dell'Anello
- Jerry Stiller in Zoolander 2
- Pale Olofsson in Lasciami entrare
- Edmund Ikeda ne L'ultimo dominatore dell'aria
- Niall Buggy in Turner
- Constantin Cojocaru in Un padre, una figlia
- Vance Johnson in Red Rock West
- A. C. Smith in Kansas City
- Vincent Bail ne Le nozze di Muriel

### Film di animazione
- Raoul e narratore (1ª voce) in Ken il guerriero - Il film
- Dr. Denti ne I Muppet e Muppets 2 - Ricercati
- Anfitrione in Hercules
- Droopy in Tom & Jerry e l'anello incantato e Tom & Jerry: Operazione spionaggio[3]
- Volgud in Atlantis - Il ritorno di Milo
- Larry il papero in Mucche alla riscossa
- Peterbilt in Cars - Motori ruggenti
- Lord Capuleti in Gnomeo e Giulietta
- Avventore n. 1 in Pom Poko
- Signor tartaruga ne Le avventure di Sammy
- Nano n. 2 in Nat e il segreto di Eleonora
- Zio Carl in Bee Movie
- Macchinista in Laputa - Castello nel cielo (ridoppiaggio)

### Televisione
- Benjamin Whitrow in Un'isola in guerra
- Anton Dekker in Shark Attack - Squali all'attacco
- Pascual Condito in Colpo di fulmine
- Eddie Jones in Lois & Clark - Le nuove avventure di Superman (st. 1)
- Donnelly Rhodes in Battlestar Galactica (ep. 4x12-4x21)
- Barry Bostwick in Spin City (st. 1)
- Anthony Hawkins in Cybergirl
- Gerhard Zemann ne Il commissario Rex
- Ulf J. Söhmisch ne Il commissario Kress
- Kirin Kiki e Satoshi Yamamura ne I guerrieri ninja
- Edward Hibbert in Frasier
- Peter Vaughan ne Il Trono di Spade
- R.G. Armstrong e Floyd Westerman in Millennium
- Bill Cobbs in Walker Texas Ranger
- Fernando Casanova in Amore di nessuno
- Altair Lima in Quanto si piange per amore (1ª voce)

### Cartoni animati
- Droopy in Tom & Jerry Kids (st. 2-4)
- Bluto in Collericamente vostro "Braccio di Ferro" e Le nuove avventure di Braccio di Ferro (alcuni episodi)
- Dr. Denti in I Muppet, Muppet Babies
- Nonno Boris ne I Rugrats (ridoppiaggio)
- Roccia Solitaria in Yakari
- Cesare in Tommy & Oscar
- Trezampe in Barbarossa
- Bradley in Davy Crockett
- Parky in Superauto Mach 5
- Bundall in Gotriniton
- Coach Sakeji in The Replacements - Agenzia sostituzioni
- Aggio Scarafaggio ne Le Superchicche